# Phare de Botafoc
Le phare de Botafoc est un phare situé sur l'îlot de Botafoc du côté nord de l'entrée du port d'Ibiza, sur l'île d'Ibiza, dans l'archipel des Îles Baléares (Espagne).
Il est géré par l'autorité portuaire des îles Baléares (Autoridad Portuaria de Baleares) au port d'Alcúdia.

## Histoire
Les feux pour guider des marins ont été allumés à cet emplacement dès l'Antiquité. Le phare actuel a été érigé sur un petit îlot, maintenant relié au continent par une chaussée, sur le côté nord de l'entrée au port d'Ibiza. La chaussée est fermée au public.
Les travaux ont commencé le 18 octobre 1859 par l'entrepreneur Roses Andrés et sous la direction de l'ingénieur Pou Emili. Il est entré en service le 30 novembre 1861 avec une lumière blanche fixe. Il a la particularité d'être l'un des rares phares qui possède des maisons des gardiens de phare sur deux étages, en raison du manque d'espace disponible pour la construction sur l'îlot.
En 1910 la lanterne originale a été remplacée par un système optique lentille de Fresnel de 4e ordre pour obtenir un feu à occultations toutes les 20 secondes. Il a été l'un des premiers phares à être électrifié en 1918. Cette lentille de Fresnel est maintenant exposée au musée du Phare de Portopí à Palma de Majorque. Depuis, le phare émet une lumière rouge ou blanche, selon secteur, toutes les 5 secondes.
Identifiant : ARLHS : BAL-008 ; ES-32050 - Amirauté : E0264 - NGA : 4808 .
|          |
| Le phare |

|          |
| Le phare |